# Coenotephria misera
Coenotephria misera là một loài bướm đêm trong họ Geometridae.